# فيكل فريندز
فيكل فريندز أو الأصدقاء المتقلبون هي فرقة موسيقية إنكليزية مستقلة من برايتون. تأسست الفرقة في عام 2013 ، وهي مكونة من ناتاسجا شاينر، هاري هرينجتون وكريس هول وسام موريس وجاك ويلسون.التقت ناتاسجا مع سام في معهد ليفربول للفنون المسرحية ‏ والتقى كريس وهاري وجاك في العام التالي في معهد الموسيقى الحديثة البريطانية والايرلندية في برايتون. 
بعد عامين من إقامة الجولات الموسيقية في المملكة المتحدة وأوروبا دون شركة أو ناشر والأداء في 53 مهرجانًا على مدار عامين، وقعت الفرقة عقداً مع شركة بوليدور.  سجلت الفرقة ألبومها الأول في لوس أنجلوس مع مايك كروساي ‏ ومن المقرر إطلاقه في 16 مارس 2018 خلال جولة ترويجية في المملكة المتحدة. 

## أعضاء الفرقة
- ناتاسجا شاينر - مغنية، عازفة كيبورد
- جاك ويلسون - عازف كيبورد، مغني داعم
- جاك 'هاري' هيرينجتون - عازف بيس جيتار، مغني داعم
- سام موريس - عازف الطبول
- كريس هول - عازف جيتار

## الأصدارات الموسيقية

### الألبومات
- You Are Someone Else

### الألبومات المصغرة
- Velvet (2015)
- Glue (2017)

### الأغاني
- "Swim" (2014)[1]
- "Play" (2014)
- "For You" (2014)[2]
- "Could Be Wrong" (2015)
- "Say No More" (2015)
- "Swim" (2016)[3]
- "Cry Baby" (2016)
- "Brooklyn" (2016)
- "Hello Hello" (2017)
- "Glue" (2017)
- "Hard to Be Myself" (2017)
- "Swim" (2018) (re-release)

## وصلات خارجية
- فيكل فريندز على موقع ميوزك برينز (الإنجليزية)
- فيكل فريندز على موقع أول ميوزيك (الإنجليزية)
- فيكل فريندز على موقع ديسكوغز (الإنجليزية)

- الموقع الرسمي